# 书院路街道 (长沙市)
书院路街道，是中华人民共和国湖南省长沙市天心区下辖的一个乡镇级行政单位。

## 行政区划
书院路街道下辖以下地区：
青山祠社区、沙河社区、碧湘社区、创远社区、楚湘社区和西湖社区。